# 겨울나비
"겨울나비"는 2011년에 개봉한 대한민국의 영화이다.

## 캐스팅
- 박소연 : 진호 엄마 역
- 정승원 : 김진호 역
- 임정환 : 장성일 역
- 홍성수 : 안전원 역
- 라경덕 : 사성주 역
- 안재욱 : 임형식 역
- 이영옥 : 이진숙 역
- 허선행 : 안철진 역
- 임은연 : 정명옥 역
- 노진우 : 엄광민 역